# Llista d'especialitats 62 de la Nomenclatura de la UNESCO
Llista d'especialitats del camp 62 (Ciències de les arts i les lletres) de la Nomenclatura de la UNESCO:
| Disciplina                                        | Codi     | Especialitat                                      |
| ------------------------------------------------- | -------- | ------------------------------------------------- |
| 6201 Arquitectura                                 | 6201.01  | Disseny arquitectònic (vegeu 3305.01)             |
| 6201 Arquitectura                                 | 6201.02  | Parcs i jardins                                   |
| 6201 Arquitectura                                 | 6201.03  | Urbanisme (vegeu 3305.37 i 3327.03)               |
| 6201 Arquitectura                                 | 6201.99  | Altres (especifiqueu)                             |
| 6202 Teoria, anàlisi i crítica literàries         | 6202.01  | Crítica de texts                                  |
| 6202 Teoria, anàlisi i crítica literàries         | 6202 .02 | Anàlisi literària                                 |
| 6202 Teoria, anàlisi i crítica literàries         | 6202.03  | Estil i estètica literaris (vegeu 5705.12)        |
| 6202 Teoria, anàlisi i crítica literàries         | 6202.04  | Vocabulari literari                               |
| 6202 Teoria, anàlisi i crítica literàries         | 6202.05  | Retòrica (vegeu 5705.12)                          |
| 6202 Teoria, anàlisi i crítica literàries         | 6202.99  | Altres (especifiqueu)                             |
| 6203 Teoria, anàlisi i crítica de les Belles Arts | 6203.01  | Cinematografia (vegeu 2209.02, 3311.12 i 3325.03) |
| 6203 Teoria, anàlisi i crítica de les Belles Arts | 6203 .02 | Dansa, coreografia (vegeu 5101.03)                |
| 6203 Teoria, anàlisi i crítica de les Belles Arts | 6203.03  | Arts decoratives                                  |
| 6203 Teoria, anàlisi i crítica de les Belles Arts | 6203.04  | Dibuix, gravat                                    |
| 6203 Teoria, anàlisi i crítica de les Belles Arts | 6203.05  | Estètica de les Belles Arts                       |
| 6203 Teoria, anàlisi i crítica de les Belles Arts | 6203.06  | Música, musicologia (vegeu 2201.04 i 5101.06)     |
| 6203 Teoria, anàlisi i crítica de les Belles Arts | 6203.07  | Pintura                                           |
| 6203 Teoria, anàlisi i crítica de les Belles Arts | 6203.08  | Fotografia (vegeu 2209.17 i 3311.12)              |
| 6203 Teoria, anàlisi i crítica de les Belles Arts | 6203.08  | Escultura                                         |
| 6203 Teoria, anàlisi i crítica de les Belles Arts | 6203.10  | Teatre                                            |
| 6203 Teoria, anàlisi i crítica de les Belles Arts | 6203.99  | Altres (especifiqueu)                             |
| 6299 Altres (especifiqueu)                        |          |                                                   |